# Heat 1X Tycho Brahe

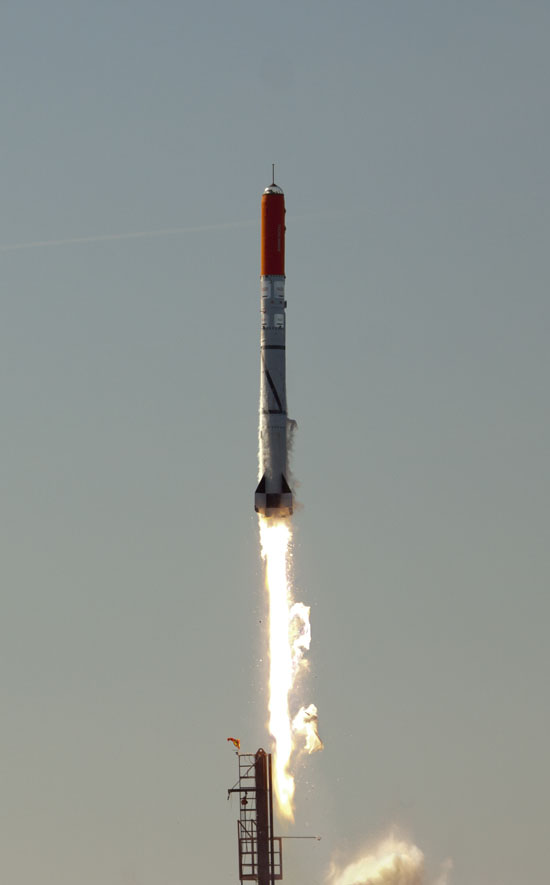
Lançamento do Heat 1X & Tycho Brahe

Heat-1X-Tycho-Brahe é a denominação dada ao primeiro foguete espacial construído de forma voluntária e sem fins lucrativos (financiado com doações e patrocinadores) que pretendia alcançar uma altura de 30 quilômetros em 5 de setembro de 2010, o objetivo que falhou na primeira tentativa, na ilha de Bornholm, por causa de uma má conexão elétrica.

## História e características

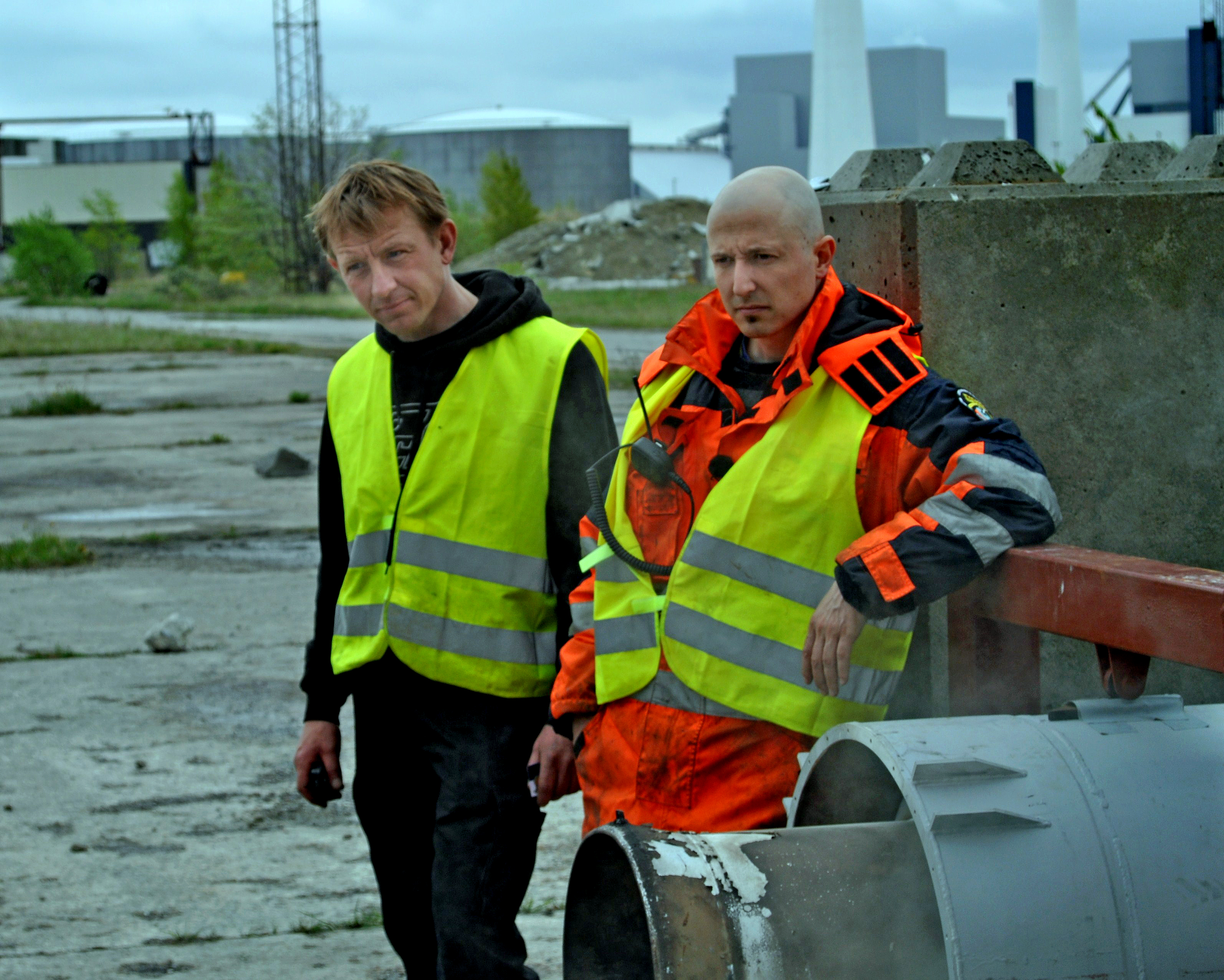
Os criadores do projeto, Peter Madsen e Kristian von Bengtson.

Trata-se de uma iniciativa privada a cargo dos engenheiros Peter Madsen e Kristian von Bengtson, que só contou com um orçamento de 300.000 coroas A construção correu a cargo deles, bem como o financiamento, para o qual se valeram de patrocinadores e doações.
O foguete tinha um comprimento de 9 metros e um peso de 1,6 toneladas. O nome vem em homenagem a Tycho Brahe, figura destacada da astronomia dinamarquesa, graças a, entre outras coisas, a sua observações de supernovas em 1572.